# 角田新五
角田新五（?—1556年9月27日），日本戰國時代的武將。

## 生平
仕於守山城城主織田信次，擔任家老。天文24年（1555年）6月26日，信次的家臣洲賀才藏在守山城下以弓箭射殺織田信長的弟弟秀孝，信次迅速逃走，此時，與同是家老眾的坂井喜左衛門、丹羽氏勝等人一同死守在城內。攻至守山城下的織田信行（信長的弟弟，秀孝的哥哥）在城下放火，守山城被信行方的柴田勝家、津津木藏人、以及信長方的飯尾定宗父子等人包圍。此時，信長的家臣佐久間信盛進言由信長的異母弟弟信時成為守山城城主。由此，與喜左衛門一同承諾，事件結束。（『信長公記』）
不久，坂井喜左衛門的兒子孫平次成為信時的若眾，信時對其非常寵愛，而自身則受到冷落，於是假裝修理城內的柵、塀，引軍入城，並強迫信時切腹後，與丹羽氏勝等人一同奪城（『信長公記』）。此後，信次返回守山城並繼續擔任城主。
弘治2年8月24日（1556年9月27日），在稻生之戰中，加入織田信行方並參戰，被信長方的松倉龜介殺死。（『信長公記』）